# Jonathan Schmid (Politiker)
Jonathan Schmid (* 21. Januar 1888 in Gebersheim; † 15. Juli 1945 in Langenargen) war ein deutscher Politiker (NSDAP), Mitglied des württembergischen Landtags und des Reichsrats, württembergischer Innen-, Justiz- und Wirtschaftsminister und stellvertretender württembergischer Ministerpräsident in der Zeit des Nationalsozialismus.

## Persönliches
Jonathan Schmid stammte aus einer evangelischen Bauernfamilie. Seine Eltern Gottfried Schmid und Wilhelmine Schmid geb. Hecker betrieben Landwirtschaft  in Gebersheim bei Leonberg. Jonathan Schmid heiratete Franziska Becker. Im März 1942 trat Schmid aus der evangelischen Kirche aus. Er litt zeitlebens an Diabetes. 

## Beruflicher Werdegang
Jonathan Schmid bestand 1907 sein Abitur in Stuttgart und studierte von 1907 bis 1909 an der Eberhard-Karls-Universität Tübingen Jura und schloss sich der Akademischen Musikverbindung Stochdorphia an. 1909 wechselte er an die Ludwig-Maximilians-Universität München. Dort legte er 1911 das erste juristische Staatsexamen ab und promovierte 1913 zum Dr. jur. Von Oktober bis Dezember 1913 diente er als Freiwilliger beim Infanterieleibregiment in München, musste jedoch aus gesundheitlichen Gründen vorzeitig entlassen werden. Mit dem Beginn des Ersten Weltkriegs war er seit August 1914 Freiwilliger beim Feldartillerieregiment 49 in Ulm. Von 1916 bis 1918 war er im Fronteinsatz, zuletzt im Dienstrang eines Leutnants. Die Kriegsteilnahme idealisierte Schmid später wie viele Veteranen im Sinne Ernst Jüngers als ein die deutschen Stämme vereinigendes Gemeinschaftserlebnis.  Im Jahre 1919 legte Schmid das zweite juristische Staatsexamen ab und ließ sich als Rechtsanwalt in Leonberg nieder. 1922 wurde Schmid Mitglied des Gemeinderats in Leonberg, dem er bis 1928 angehörte. Ab 1924 war Schmid als Rechtsanwalt in Stuttgart tätig.

## Tätigkeit in der Politik
Schmid wurde im Juni 1923 Mitglied der NSDAP und gründete die NSDAP-Ortsgruppe in Leonberg. Mit Hilfe seiner bereits 1916 erworbenen Druckerei (Lindenbergersche Druckerei in Leonberg) erzeugte Schmid zahlreiches Propaganda-Material für die NSDAP und gab das NS-Blatt Flammenzeichen heraus, welches das württembergische Pendant des Stürmer war. Von 1930 bis 1932 war Schmid in Leonberg NSDAP-Ortsgruppenleiter. Bei der württembergischen Landtagswahl am 24. April 1932 wurde er einer der 23 Mitglieder der NSDAP-Fraktion. Bei der Wahl zum württembergischen Staatspräsidenten verfehlte er die absolute Mehrheit der Stimmen, so dass der bisherige Amtsinhaber Eugen Bolz die Geschäfte des Staatspräsidenten weiterführte. Als stärkste Fraktion stellte die NSDAP ab 1932 den Landtagspräsidenten. In der Nachfolge Christian Mergenthalers war Schmid kurzzeitig von 15. März bis 15. April 1933 Präsident des württembergischen Landtags. In dieser Funktion war er  verantwortlich für die Verhaftung von missliebigen Landtagsabgeordneten, wie zum Beispiel Fritz Ulrichs von der SPD, der unter Verletzung seiner Immunität als Abgeordneter im Landtagsgebäude festgenommen und ins Konzentrationslager Heuberg gebracht wurde. Seit April 1933 war Schmid zunächst Ministerialdirektor im württembergischen Innenministerium, um dann am 12. Mai 1933 als württembergischer Innen- und Justizminister ins Kabinett Mergenthaler einzutreten. In der Folge spielte Schmid oft die Vermittlerrolle zwischen dem Ministerpräsidenten Mergenthaler und dem Reichsstatthalter und Gauleiter Wilhelm Murr, die sich in beständiger Rivalität befanden. Das württembergische Justizministerium wurde im Dezember 1934 abgeschafft und dessen Befugnisse dem Reichsjustizministerium übertragen. Im Jahre 1935 übernahm Schmid zusätzlich das württembergische Wirtschaftsministerium als Nachfolger von Oswald Lehnich. Mit Beginn des Zweiten Weltkriegs wurden die Befugnisse des württembergischen Innen- und Wirtschaftsministeriums an den zum Reichsverteidigungskommissar ernannten Gauleiter Wilhelm Murr übertragen, ohne dass Schmid offiziell die Ministerämter niederlegte.  Er war nun ab dem 27. August 1939 mit der Aufgabe eines Leiters der Zivilverwaltung des Operationsgebiets Heimat betraut, welche er bis zum 20. Juni 1940 ausübte. Von Juni 1940 bis Ende Juli 1942 war Schmid sodann auf Vermittlung des aus Württemberg stammenden Generals Hans Speidel Kriegsverwaltungschef in Frankreich. In dieser Funktion war er dem Militärbefehlshaber Frankreich in Paris (1940–1942 Otto von Stülpnagel) direkt unterstellt. Schmid beteiligte sich auch an der Organisation zur Durchführung der Deportation französischer Juden in die osteuropäischen Vernichtungslager. Aus gesundheitlichen Gründen kehrte er im Juli 1942 von Paris nach Stuttgart zurück. Obwohl weiterhin offiziell württembergischer Innenminister, war der eigentliche Leiter des Ministeriums inzwischen der nationalsozialistische Ministerialdirektor Georg Stümpfig. Gemeinsam mit dem Stuttgarter Oberbürgermeister Karl Strölin versuchte Jonathan Schmid die im Zusammenhang mit dem Nerobefehl stehenden Zerstörungen zu verhindern, die von Gauleiter Wilhelm Murr in den letzten Kriegstagen angeordnet wurden.
In der SA hatte Schmid 1943 den Rang eines Obergruppenführers.

## Vereinstätigkeit
Schmid war Mitglied im Offiziersverein, im Kyffhäuserbund,  im Reichskolonialbund und im Schwäbischen Sängerbund, dessen Präsident er war. Außerdem leitete er im NSDAP-Gau Württemberg-Hohenzollern das Deutsche Rote Kreuz und den Verband für Pferdesport. 

## Lebensbilanz
Im April 1945 wurde Schmid auf der Flucht von Stuttgart Richtung Bodensee verhaftet. Er starb in französischer Gefangenschaft an Insulinmangel. Im Urteil mancher Zeitgenossen wurde Schmid auch nach 1945 als sachliche, zurückhaltende und auf Ausgleich bedachte Persönlichkeit beschrieben, was ihn angenehm von vielen seiner fanatischen Parteigenossen unterschieden habe. In Einzelfällen setzte sich Schmid erfolgreich für die Schonung von ihm bekannten politischen Gefangenen ein. Dennoch darf dieser Aspekt seiner Biographie nicht darüber hinwegtäuschen, dass er die Politik des nationalsozialistischen Regimes in seinen herausgehobenen Ämtern weitestgehend mittrug und nichts zur Verhinderung von Verbrechen wie der Euthanasie in Grafeneck, des Holocausts oder der Verfolgung der politischen Opposition unternahm. Im Zuge der Entnazifizierung verurteilte die Spruchkammer IV. in Leonberg Schmid 1948 postum als „Belasteter“  zu einer Geldbuße von 7000 DM (nach der Währungsreform vom 21. Juni 1948). Der damals nicht unerhebliche Betrag wurde dem Erbe seiner Witwe Franziska Schmid auferlegt.